# Naravoslovno-matematična fakulteta v Zagrebu
Naravoslovno-matematična fakulteta (izvirno hrvaško Prirodoslovno-matematički fakultet u Zagrebu), s sedežem v Zagrebu, je fakulteta, ki je članica Univerze v Zagrebu.
Trenutni dekan je prof. dr. sc. Zoran Curić.

## Organizacija
- Oddelek za biologijo
- Oddelek za fiziko
- Oddelek za kemijo
- Oddelek za matematiko
- Oddelek za geofiziko
- Oddelek za geografijo
- Oddelek za geologijo